# Marie-Agnès de Virieu Beauvoir
Marie-Agnès de Virieu Beauvoir, née le 26 mai 1738 à Corbelin (Isère) et morte le 30 juillet 1831 à Tours (Indre-et-Loire) à l'âge de 93 ans, est une religieuse française de l'ordre des bénédictins.
Elle dirige plusieurs abbayes au titre d'abbesse commendataire, et notamment celle de Beaumont-lès-Tours, où elle est la dernière à occuper cette charge, de 1786 à 1790.

## Biographie
La famille de Virieu est une vieille famille de la noblesse dauphinoise. La branche de Virieu Beauvoir naît le 4 août 1460 du mariage entre Sibuet de Virieu, seigneur de Faverges, et Antoinette de Beauvoir.
Marie-Agnès de Virieu Beauvoir naît le 26 mai 1738 à Corbelin dans l'Isère ; elle est le quatorzième et dernier enfant d'André Nicolas de Virieu Beauvoir, conseiller au Parlement du Dauphiné, et de Louise-Marie de Boffin.

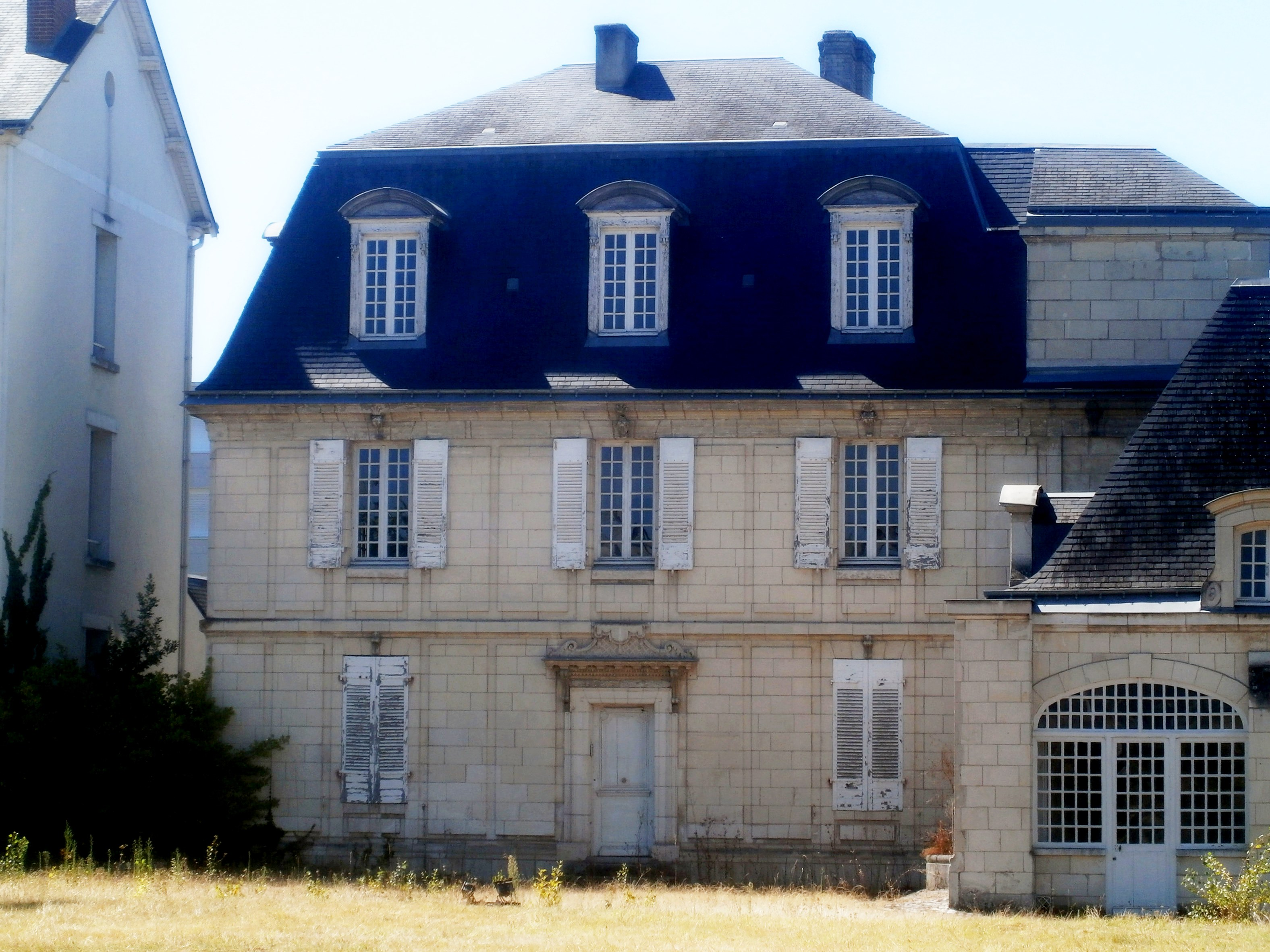
Logis abbatial de Beaumont-lès-Tours.

Elle est abbesse de l'abbaye de moniales bénédictines de  Notre-Dame-des-Colonnes à Vienne à une date non précisée ou de l'abbaye Saint-André-le-Haut dans la même ville en 1787, selon les sources.
En 1786, elle est nommée abbesse de Notre-Dame de Beaumont-lès-Tours. À ce titre, elle supervise la fin des travaux de reconstruction de l'abbaye engagés par l'abbesse précédente après un grave incendie survenu en 1784. Au moment de la Révolution française, les 46 religieuses de l'abbaye, dont Marie-Agnès de Virieu Beauvoir, sont chassées aux termes des décrets des 2 novembre 1789, 13 mai et 16 juillet 1790 ordonnant la confiscation des biens du clergé ; l'abbesse assiste à l'établissement de l'inventaire des biens de l'abbaye entre le 8 et le 15 novembre 1790. Les religieuses trouvent refuge dans la maison de la Cordelière dite « de Tristan l'Hermite » à Tours. En 1804, six d'entre elles y séjournent toujours ; parmi celles-ci figure l'ancienne abbesse qui y meurt le 30 juillet 1831.